# Paula R. Backscheider
 Paula R. Backscheider (* 31. März 1943 in Brownsville, Tennessee) ist eine US-amerikanische Literaturwissenschaftlerin und Hochschullehrerin. Sie veröffentlichte Bücher über Literatur und Kultur des 18. Jahrhunderts.

## Leben und Werk
Backscheider studierte an der Purdue University und erhielt 1964 den Bachelor-Abschluss mit Auszeichnung. Danach studierte sie am Southern Connecticut State College und erwarb 1967 den Master-Abschluss. Sie promovierte 1972 an der Purdue University. Von 1973 bis 1975 war sie Assistenzprofessorin am Rollins College in Florida, anschließend bis 1978 an der University of Rochester. Hier war sie bis 1987 außerordentliche Professorin und seit 1992 lehrt sie an der Auburn University in Alabama.
Ihr Forschungsgebiet ist die englische Literatur des 18. Jahrhunderts, insbesondere die des Schriftstellers Daniel Defoe. Backscheider beschäftigte sich ausführlich mit Defoes Leben, einschließlich seiner journalistischen Karriere, und recherchierte Hintergrundinformationen und Analysen zu Defoes größten Werken, einschließlich der Gedichte und der Bücher Robinson Crusoe und A Journal of the Plague Year. Sie war 1991 Vizepräsidentin und 1992 Präsidentin der American Society for Eighteenth-Century Studies.
Backscheider ist seit 1968 mit dem Systemanalytiker Nickolas Andrew Backscheider verheiratet, mit dem sie zwei Kinder hat.

## Auszeichnungen (Auswahl)
- 1974: Stipendium der William Andrews Clark Library an der University of California in Los Angeles
- 1975, 1980, 1986: Stipendien der American Philosophical Society
- 1983: Stipendium der National Endowment for the Humanities
- 1987: Stipendium der American Antiquarian Society
- 1991: Stipendium der Guggenheim Foundation
- 1990 Preis für das beste geisteswissenschaftliche Buch des British Council für Daniel Defoe: His Life.
- 2001: Southern Poverty Law Center Wall of Tolerance Honoree
- 2001: Outstanding Service Award, Office of Multicultural Affairs
- 2003: Distinguished Teaching Award, ODK Honorary Society
- 2003: World Women's Literature Center Award, Korea
- 2006: James-Russell-Lowell-Preis der Modern Language Association für Dichterinnen des 18. Jahrhunderts und ihre Poesie: Inventing Agency, Inventing Genre
- 2007: Presidential Award of Excellence, Auburn University
- 2014: Distinguished Graduate Faculty Award
- 2015–2017: Vice President, International Defoe Society
- 2017: Women of Distinction Faculty Leadership Award

## Veröffentlichungen (Auswahl)
- Popular Fiction by Women 1660–1730; 1997, ISBN 978-0-19-871137-7
- British Women Poets of the Long Eighteenth Century: An Anthology, 2009, ISBN 978-0-8018-9278-3
- Elizabeth Singer Rowe and the Development of the English Novel, 2013, ISBN 978-1-4214-0842-2
- Revising Women: Eighteenth-Century „Women's Fiction“ and Social Engagement, 2002, ISBN 978-0-8018-7095-8
- Reflections on Biography, 2013, ISBN 978-1-4922-6036-3
- Daniel Defoe: His Life, 1992, ISBN 978-0-8018-4512-3
- Daniel Defoe: Ambition and Innovation, 2014, ISBN 978-0-8131-5084-0